# Vysokorychlostní trať Brno–Vídeň

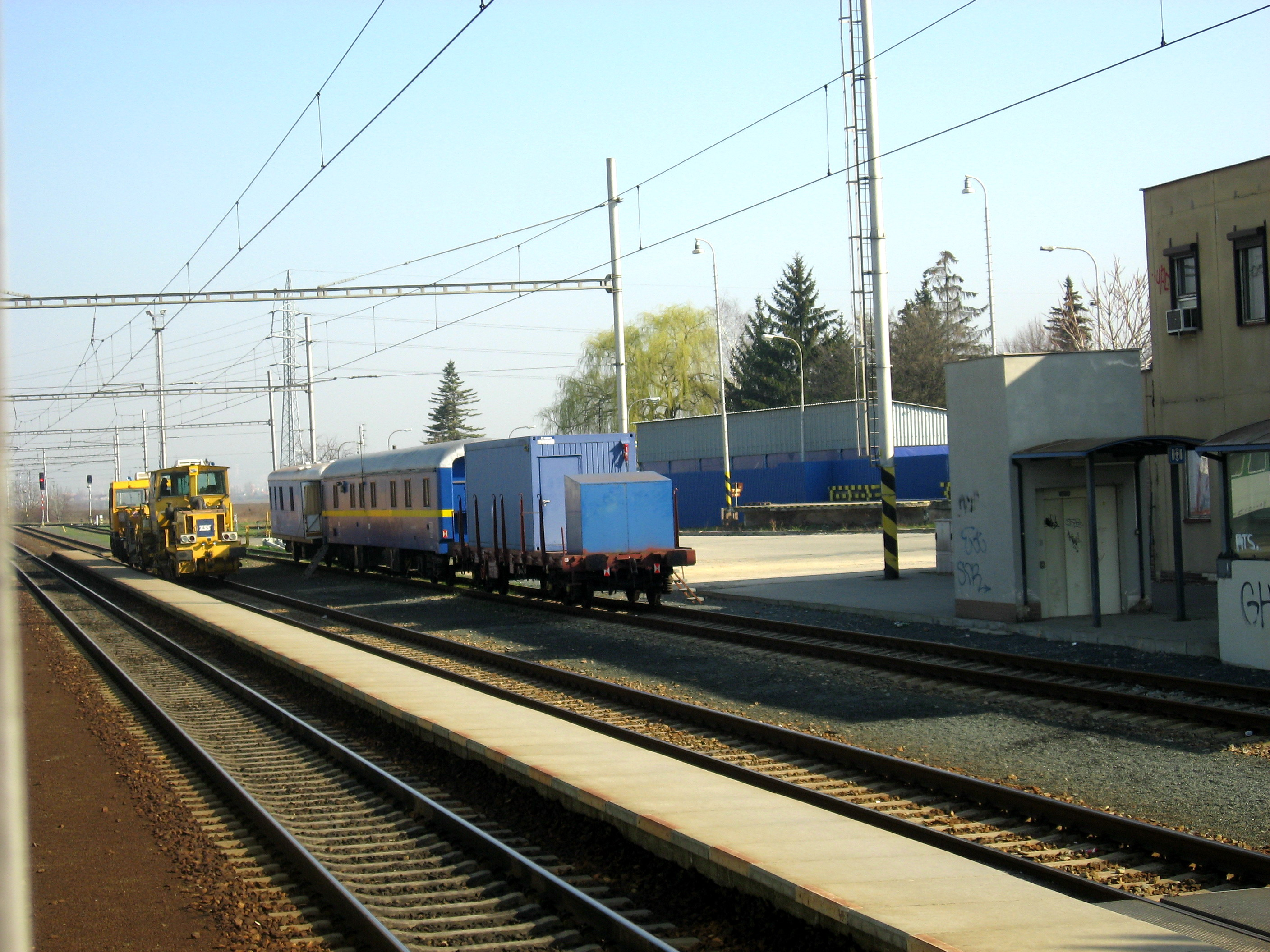
Nádraží v Modřicích jižně od Brna, kterým bude vysokorychlostní trať procházet

Vysokorychlostní trať Brno–Břeclav–Vídeň/Bratislava je plánovaná vysokorychlostní železniční trať, která je v Česku označována jako RS2.

## Trasa

### Úsek Brno–Rakvice–Břeclav
V úseku vysokorychlostní tratě Brno – Modřice se ke stávající dráze přistaví další dvě koleje. Za Modřicemi se od koridoru odpojí novostavba tratě s maximální rychlostí 320 km/h a západním směrem kolem Rajhradu a dálnice D52 objede většinu sídel v oblasti a za Vranovicemi se přimkne ke stávajícímu koridoru, na který se trať napojí u Rakvic. Ten mezi Rakvicemi a Břeclaví Správa železnic zmodernizuje na 200 km/h.

### Úsek Břeclav–Vídeň
V reakci na plány České republiky zpracovala rakouská strana studii na modernizaci severní dráhy mezi Vídní a Břeclaví a její zrychlení na 200 km/h. V roce 2022 tyto modernizační práce začaly.

### Úsek Břeclav–Bratislava
V roce 2020 započala modernizace koridoru mezi Bratislavou a Kútami, která má přinést zvýšení rychlosti na některých úsecích na 200 km/h. Cestovní doba by se měla na slovenské straně po dokončení prací zkrátit o deset minut.
V březnu roku 2025 představilo Slovensko projekt vysokorychlostní tratě z Bratislavy směrem na Moravu v nové stopě. Nová trať by měla začínat na nově postavené stanici pro dálkový provoz Bratislava–západ a počítá se s rychlostí 300 – 400 km/h. Stavba však bude moci podle odhadu započít až nejdříve mezi roky 2036 a 2040.

## Počet přepravených cestujících
V roce 2030 by se počet přepravených cestujících za den na relaci Brno–Vídeň měl pohybovat v rozmezí 6 000 – 14 000 osob.